# Mickle Trafford
Mickle Trafford est un village du Cheshire, en Angleterre. Il est situé dans l'ouest du comté, à quelques kilomètres au nord-est du centre-ville de Chester. Il est traversé par la route A65 (en) qui relie Chester à Warrington. Au recensement de 2001, il comptait 1 831 habitants.
Administrativement, Mickle Trafford relève de l'autorité unitaire de Cheshire West and Chester. L'ancienne paroisse civile de Mickle Trafford, qui comprenait également le hameau voisin de Plemstall, a été remplacée par celle de Mickle Trafford and District en 2015.